# No. 138 Squadron RAF

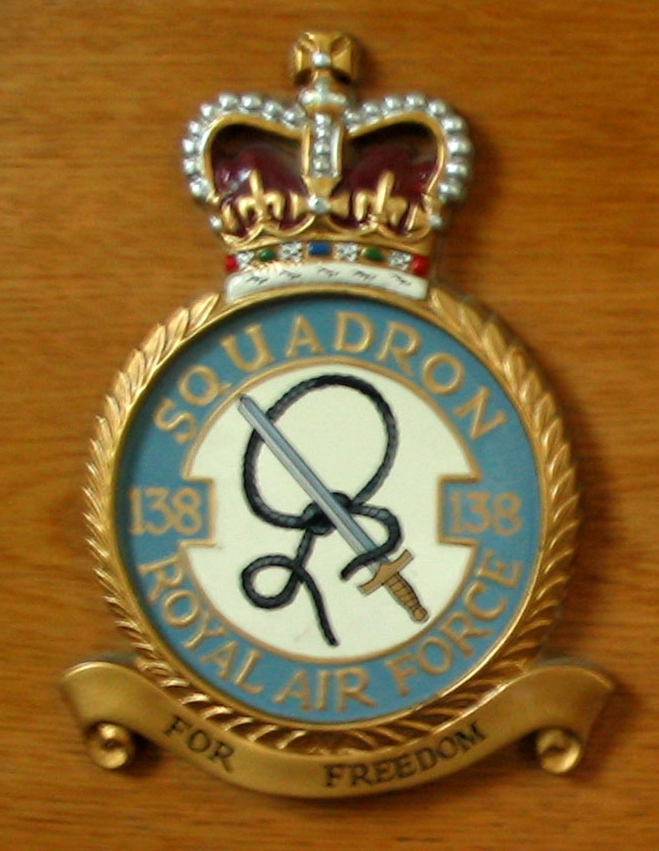
Insigne du Squadron No. 138 de Tempsford, affiché à l'intérieur de l'église Saint-Pierre, Angleterre.

Le Squadron RAF No. 138  fut un squadron de la Royal Air Force, consacré à des missions aériennes de chasse, d’opérations spéciales et de bombardement, créé en 1918 et définitivement démantelé en 1962.
Sa devise était : For freedom.

## Histoire

### Première Guerre mondiale
1918. Formation initiale du squadron 138, dédié à la chasse et à la reconnaissance.
1919. Démantèlement du squadron en février. 

### Seconde Guerre mondiale

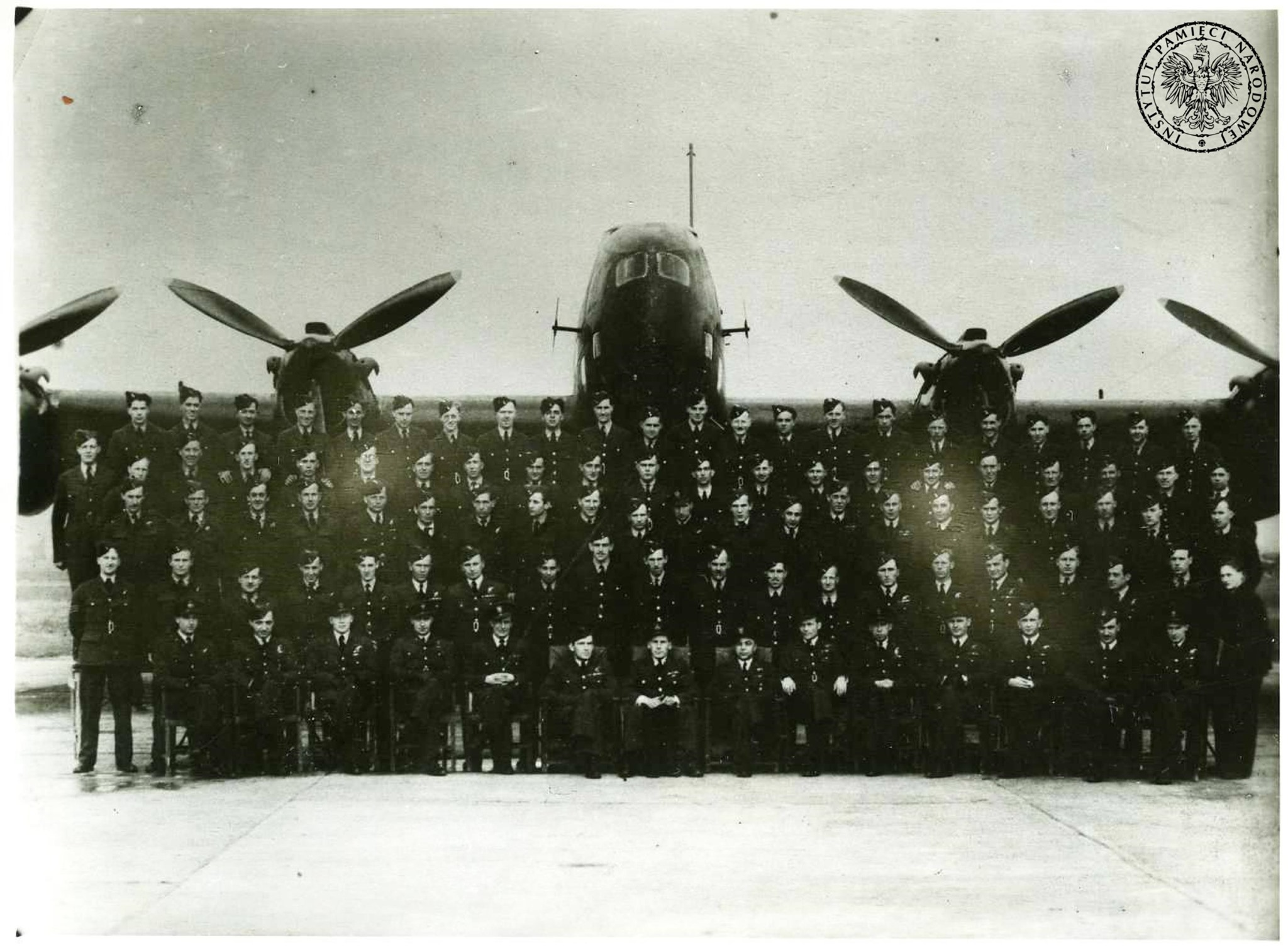
Escadron polonais C, avril 1943, Tempsford

1941. Le squadron est reformé à partir du flight RAF No. 1419 en tant que squadron No 138 (SD). Basé à Tempsford, il est chargé d’acheminer des agents et des équipements pour le compte du Special Operations Executive à l’intérieur de territoires occupés par l’ennemi.

### Après guerre
1945. En mars, son rôle est réorienté : il est affecté au Bomber Command de la RAF, opérant sous le groupe No. 3.
1950. Il est démantelé pour la deuxième fois.
1955. Il est reformé comme premier squadron à être équipé avec le Vickers Valiant, basé au terrain RAF de Gaydon (en) et plus tard à celui de Wittering (en).
1956. Il vole depuis Malte durant la crise du canal de Suez.
1962. Le squadron est définitivement démantelé le 1er avril.

## Avions utilisés
- 1918 - Bristol F2b Fighter
- 1941 - Westland Lysander IIIA
- 1941 - Armstrong Whitworth Whitley V
- 1941 - Handley Page Halifax II
- 1943 - Handley Page Halifax V
- 1944 - Short Stirling V
- 1945 - Avro Lancaster I & III
- 1947 - Avro Lincoln B2
- 1955 - Vickers Valiant B1 & B(K)1

## Sources
Article de Wikipédia en anglais.